# أتاناسيوس تشولياراس
أتاناسيوس تشولياراس (مواليد 10 مايو 1949) هو ملاكم يوناني، مثّل بلاده في الألعاب الأولمبية الصيفية 1976.

## وصلات خارجية
أتاناسيوس تشولياراس على موقع أوليمبيديا (الإنجليزية)